# 宝塚市の野外彫刻
本稿では、兵庫県宝塚市内の野外彫刻を一覧で記載する。

## 一覧[1]
（凡例）

タイトル：『　』 製作年： 作者： 設置場所： 備考：

### 人物

『小林一三先生像』 昭和32年 朝倉文夫 花のみち
『レビュー2』 平成13年 久保田博之 花のみち
『ベルサイユのばら』 平成13年 久保田博之 花のみち
『燕尾服の紳士』 平成13年 久保田博之 花のみち
？ ？ ？ 宝塚歌劇場前交差点
『ヨハン・シュトラウス二世像』 大正10年 エドムント・ヘルマー ベガホール
『愛の手』 昭和53年 新谷琇紀 宝塚大橋
『愛の手』 昭和53年 新谷琇紀 宝塚大橋
『渚』 昭和53年 淀井敏夫 宝塚大橋
『鴎』 昭和53年 淀井敏夫 宝塚大橋
『寄り添うふたりの像』 昭和62年 岩城信嘉 アピア通り
『花束を抱く女性と犬』 昭和62年 河合隆三 アピア通り
『花の咲く頃』 ？ 佐藤助雄 ステップ通り
？ ？ ？ 古民藝しまだ
『平和への願い』 昭和49年 木内禮智 阪急宝塚南口駅

- ？
？
？
宝塚歌劇場前交差点
[備考 1]
- 『ヨハン・シュトラウス二世像』
大正10年
エドムント・ヘルマー
ベガホール
[備考 2]
- 『愛の手』
昭和53年
新谷琇紀
宝塚大橋
- 『愛の手』
昭和53年
新谷琇紀
宝塚大橋
[備考 3]
- 『渚』
昭和53年
淀井敏夫
宝塚大橋
- 『鴎』
昭和53年
淀井敏夫
宝塚大橋
- 『寄り添うふたりの像』
昭和62年
岩城信嘉
アピア通り
- 『花束を抱く女性と犬』
昭和62年
河合隆三
アピア通り
- 『花の咲く頃』
？
佐藤助雄
ステップ通り
- ？
？
？
古民藝しまだ
- 『平和への願い』
昭和49年
木内禮智
阪急宝塚南口駅
[備考 4]

### 動物

『火の鳥』 平成6年 ？ 手塚治虫記念館
[備考 5]

### その他

『クレシェンド』 平成7年 フェルナンデス・アルマン 阪急宝塚駅 北
『明日へのコンセプト』 平成15年 今村輝久 阪急宝塚駅 南
『負（マイナス）の鉄』 平成5年 村岡三郎 宝塚ワシントンホテル 西
『枠どられた風景』 平成5年 マルタ・パン 宝来橋 北詰
『淼（びょう・びょう）淼』 平成5年 市川悦也 ソリオホール 南
『ふれあい』 ？ ？ 清荒神中央図書館
『出会い』 平成元年 速水史朗 逆瀬川コープ 東
『寄り添う』 昭和62年 ？ 阪急逆瀬川駅
『帆』 平成6年 大垣圭介 ゆずり葉緑地 芝生広場
『鳥のように』 平成6年 小川睦朗 ゆずり葉緑地 芝生広場
『実のなる樹』 平成6年 辻弘 ゆずり葉緑地 芝生広場
『光の舞台』 平成6年 北野正治 ゆずり葉緑地 芝生広場
『風と光の足跡』 平成6年 中農美枝子
？ ？ 牛尾啓三 ラ・ビスタ宝塚レフィナス
？ ？ 牛尾啓三 ラ・ビスタ宝塚レフィナス

- 『クレシェンド』
平成7年
フェルナンデス・アルマン
阪急宝塚駅 北
[備考 6]
- 『明日へのコンセプト』
平成15年
今村輝久
阪急宝塚駅 南
[備考 7]
- 『負（マイナス）の鉄』
平成5年
村岡三郎
宝塚ワシントンホテル 西
[備考 8]
- 『枠どられた風景』
平成5年
マルタ・パン
宝来橋 北詰
[備考 9]
- 『淼（びょう・びょう）淼』
平成5年
市川悦也
ソリオホール 南
[備考 10]
- 『ふれあい』
？
？
清荒神中央図書館
[備考 11]
- 『出会い』
平成元年
速水史朗
逆瀬川コープ 東
- 『寄り添う』
昭和62年
？
阪急逆瀬川駅
[備考 12]
- 『帆』
平成6年
大垣圭介
ゆずり葉緑地 芝生広場
[備考 13]
- 『鳥のように』
平成6年
小川睦朗
ゆずり葉緑地 芝生広場
[備考 14]
- 『実のなる樹』
平成6年
辻弘
ゆずり葉緑地 芝生広場
[備考 15]
- 『光の舞台』
平成6年
北野正治
ゆずり葉緑地 芝生広場
[備考 16]
- 『風と光の足跡』
平成6年
中農美枝子
- ？
？
牛尾啓三
ラ・ビスタ宝塚レフィナス
- ？
？
牛尾啓三
ラ・ビスタ宝塚レフィナス

### 時計塔

『アピア逆瀬川からくり水時計』 昭和62年 ？ アピア1 2階広場
『宝塚すみれ夢時計』 平成12年 花のみち
[備考 17]
- 『宝塚すみれ夢時計』
平成12年
花のみち
[備考 18]